# Escadron de drones 1/33 Belfort
Pour les articles homonymes, voir Belfort (homonymie).
L'escadron de drones 1/33 Belfort, créé en 2010, est le premier escadron de drones militaires de l'Armée française. 
Il a hérité des traditions de l’Escadron de reconnaissance 1/33 Belfort, l'un des deux derniers escadrons de l'armée de l'air française équipés de chasseurs de reconnaissance Mirage F1CR, fondé en 1945 avant d'être dissous en juin 2010. 
En septembre 2010, l'Escadron d'expérimentation drones 01.033 « Adour » est rebaptisé Escadron de drones 1/33 Belfort et fait ainsi perdurer l’héritage de la SAL 33 « la Hache d’A. Bordage », unité de reconnaissance créée sous l’appellation initiale HF 33 en 1914.
Stationné sur la base aérienne 709 de Cognac, l'escadron est équipé du système Reaper, chaque système étant constitué de deux cockpits et trois avions.

## Historique
L'escadron de reconnaissance 1/33 « Belfort », officiellement créé le 1er janvier 1945 mais disposant de traditions remontant à la Première Guerre mondiale.

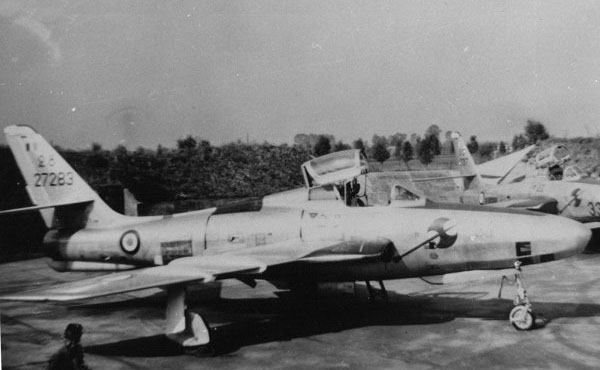
Le chasseur Republic F-84F 52-7283 du 1/33 « Belfort ».

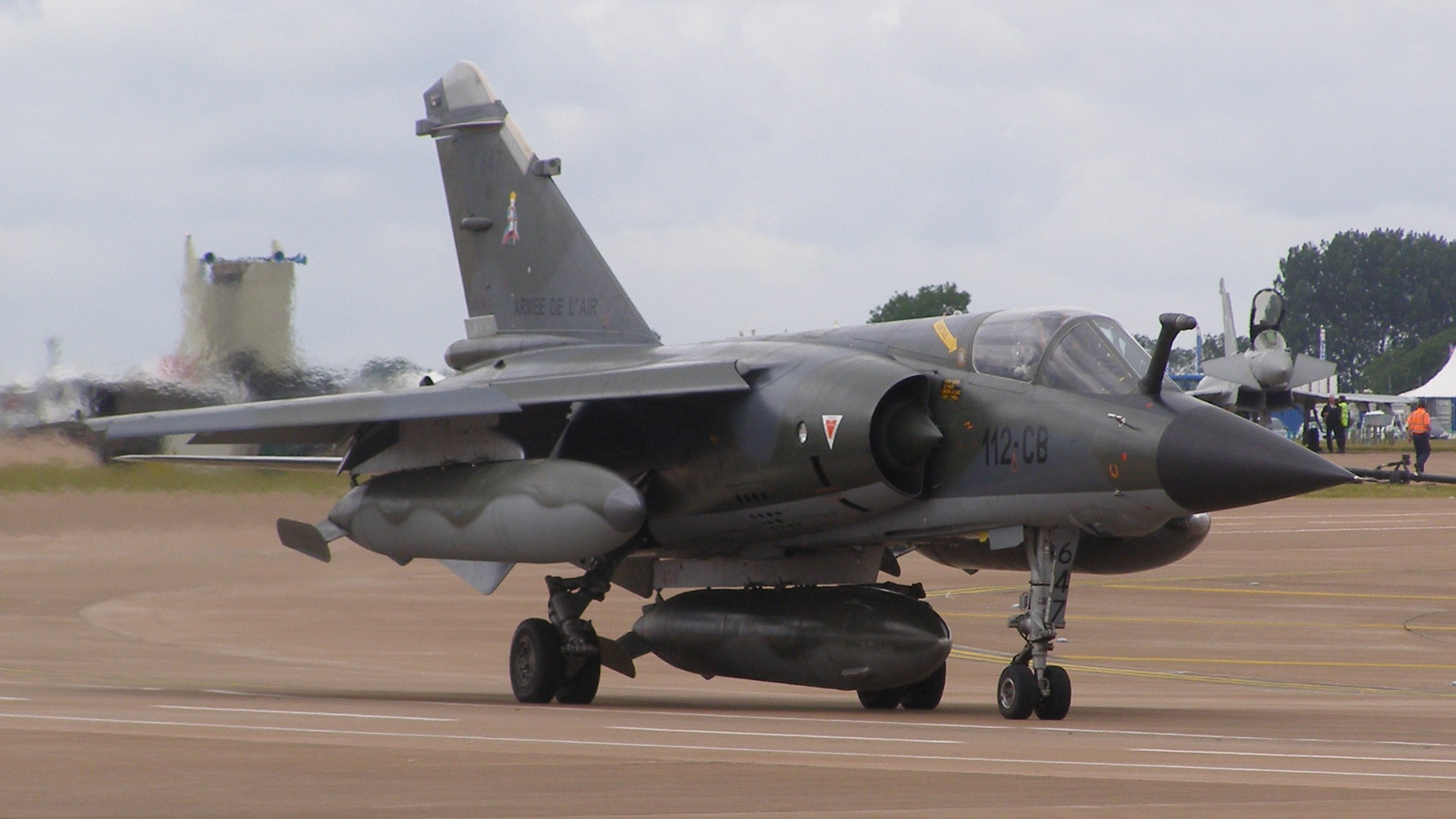
Mirage F-1CR aux couleurs du « Belfort » en 2009.

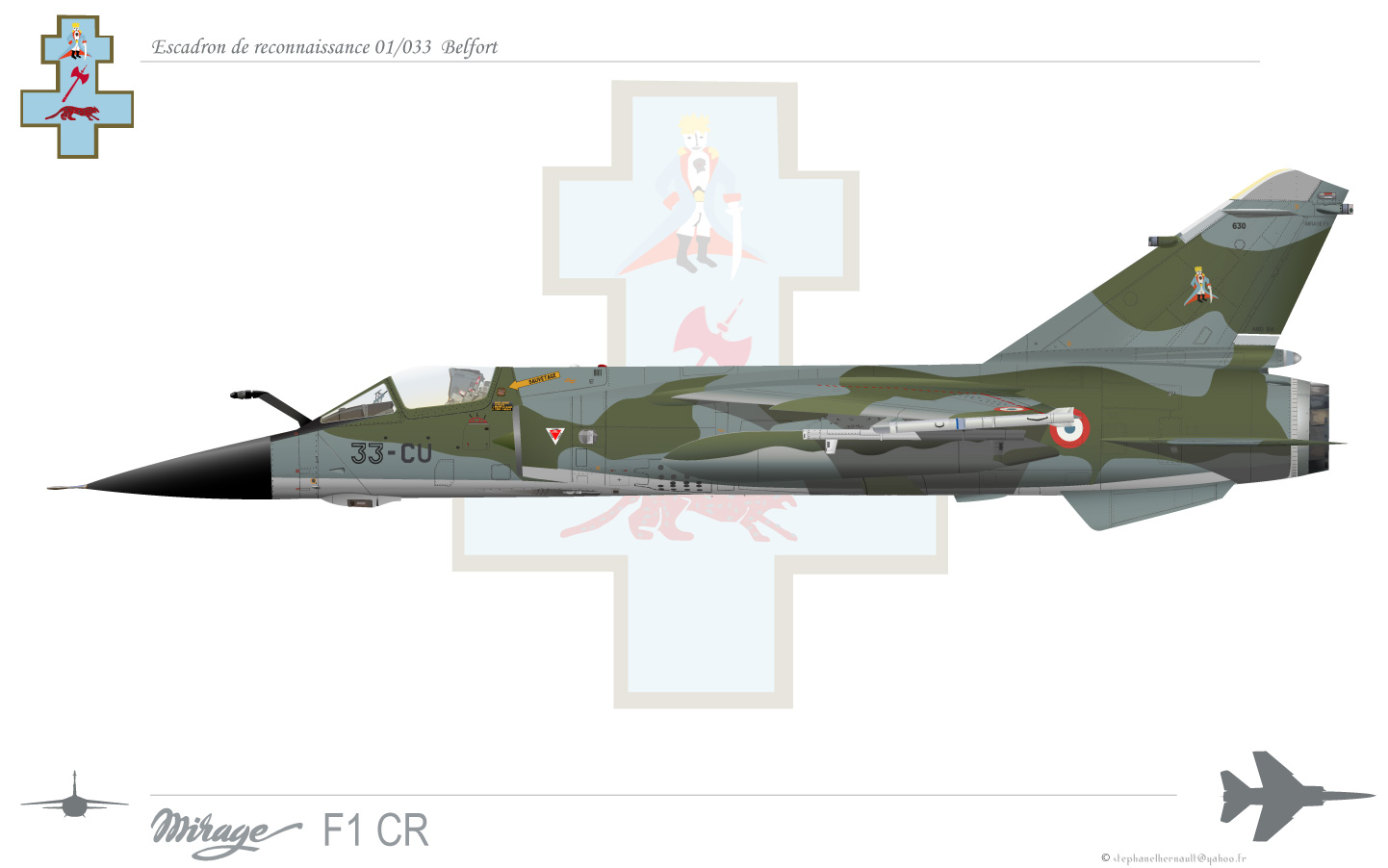
Profil d'un Mirage F1CR de l'ER 1/33 « Belfort ».

Le 1er janvier 1945, conséquence d’une réorganisation de l’aviation de reconnaissance française, l’une des deux escadrilles composant le groupe de reconnaissance II/33, la SAL 33 « Hache d’A. Bordage », devient le groupe de reconnaissance I/33, baptisé « Belfort » par le haut commandement français en hommage à la « Cité des Trois Sièges » qui vient d’être libérée. L’escadrille SAL 6 « Mouette du Rhin » forme à elle seule le groupe de reconnaissance II/33 « Savoie » (groupe qui, avec le GR I/33 « Belfort », constitue la 33e escadre de reconnaissance recréée à cette date). Tandis que l’escadrille effectue ses premières missions au-dessus du Reich, la situation du GR I/33 « Belfort » est difficile : les effectifs ne sont en effet pas complets et les moyens en matériel sont des plus modestes (son parc consiste en sept Lockheed P-38 Lightning à bout de potentiel d’ailleurs). Les missions continuent cependant, en dépit de la neige et du froid très vif. « Nos mécaniciens passent leurs journées sous cette tourmente, travaillant malgré ce froid hostile. Le thermomètre accuse - 25°. Il faut mettre les moteurs en route. Or nous ne disposons ni d'insufflateur d'air chaud, ni de réchauffeuse d'huile, ni de groupe électrogène de secours... » lit-on dans les archives de l’escadron pour janvier 1945. Le 5 avril, le « Belfort » se pose à Colmar où la 33e escadre de reconnaissance regroupe ses deux groupes respectivement équipés de Lockheed P-38 Lightning pour le GR I/33 et de North American P-51 Mustang pour le GR II/33. Cette période met un terme aux attaches américaines du groupe : le GR I/33 dépend en effet exclusivement du 1er corps aérien français constitué en novembre 1944 pour appuyer la 1re armée dans la campagne d'Allemagne. C’est à Colmar que le groupe reçoit une trentaine de Lockheed P-38 Lightning, dotation qui améliore notablement la situation.
En septembre 1945, le GR I/33 « Belfort » s'installe à Fribourg-en-Brisgau, en Allemagne. Au programme : des détachements effectués en Indochine, des missions d’instruction et des manœuvres interalliées. Rapatrié en France en 1950, le groupe s’installe à Cognac où est créée en son sein une seconde escadrille qui, équipée de bimoteurs Dassault MD 315 Flamant, est destinée à la transformation des personnels des escadrilles d’outre-mer. Parvenus à bout de potentiel, les Lockheed P-38 Lightning du groupe effectuent en juillet 1952 leur dernier vol. Cédés par les États-Unis dans le cadre de l’OTAN, les premiers Republic F-84G Thunderjet font leur apparition au « Belfort » quelques semaines plus tard, le 29 août. Les entraînements sur cet appareil débutent à la mi-septembre et le « Belfort » peut participer à la fin de l’année à Cazaux à sa première campagne de tir sur avion à réaction. L’adaptation à ce nouvel appareil ne va toutefois pas sans poser des difficultés : le 20 décembre 1953, à son retour de campagne, l’une des machines du groupe est accidentée à l'atterrissage, train fauché.
Le GR I/33 change de nom en février 1953 et devient l’escadron de reconnaissance tactique 1/33 « Belfort ». Deux ans plus tard intervient la transformation des personnels de l’escadron sur Republic F-84F Thunderflash, appareil dont le premier exemplaire se pose à Cognac le 8 novembre 1955. Doté de cet appareil, le « Belfort » se déploie en 1956 au Proche-Orient pour intervenir dans le secteur du canal de Suez à la fin de l’année. Une nouvelle fois déployé outre-Rhin, l’escadron gagne en juillet 1957 la base aérienne de Lahr-Hugsweier en République fédérale d’Allemagne ; son activité est ponctuée par des exercices et des manœuvres, par des détachements mensuels effectués à Boufarik et à Ouarla dans le cadre des opérations de maintien de l’ordre en Algérie et par la participation de pilotes de l’EALA 11/72 stationnée à La Reghaia. Quittant l’Allemagne, l’escadron se déploie sur la base aérienne 124 Strasbourg-Entzheim en 1959 puis s’installe en juin 1961 sur celle de Luxeuil où il prend le 1er mai 1964 l’appellation d’escadron de reconnaissance 1/33 « Belfort ». Volant pour la dernière fois sur Thunderflash le 3 juillet 1966, l’escadron se sépare de ses appareils qui, à Châteauroux, seront reversés aux Américains. L’unité évoluera désormais sur un appareil français : le Dassault Mirage IIIR, appareil dérivé du Mirage III qui, équipé de cinq caméras et de deux canons de 30 millimètres, est voué à la reconnaissance tactique. En janvier 1967, l’escadron s’installe à Strasbourg-Entzheim où il reçoit le 16 janvier 1967 ses cinq premiers Mirage IIIR, appareil avec lequel il évoluera pendant une vingtaine d’années. Le 27 novembre 1985, l'escadron reçoit son premier Mirage F1CR et sa transformation officielle sur cet appareil débute le 23 mai 1986. Ce monoplace de reconnaissance se caractérise par ses capacités d’emport variées. Il est équipé en interne d’une caméra panoramique Oméra 40 munie d’une focale de 75 millimètres pour la réalisation clichés basse altitude et d’une caméra verticale Oméra 33 de focale 150 millimètres pour les missions de type cartographique ; l’adaptation du Super Cyclope à la cellule assure le recueil d’une image infrarouge ; en emport externe, un nouveau type de capteur complète la panoplie du Mirage F1 CR : la nacelle Raphaël (radar de photographie aérienne électronique). Doté en 1987 de la station aérotransportable de reconnaissance aérienne (SARA), il participe en 1989 à l’opération Épervier au Tchad. Présents en Arabie saoudite dès le déclenchement de la crise du Golfe en août 1990, ses avions participent activement en janvier 1991 à l’opération Tempête du Désert, effectuant des missions de reconnaissance et de bombardement. Un Mirage F1-CR sera perdu accidentellement en décembre 1990 lors d'un entrainement à cette occasion.
Du 30 mai au 12 juin 1991, l'escadron stationne à Djibouti d’où il surveille les frontières (opération Godoria) et s’intègre à compter de juillet 1991 au dispositif multinational de l'opération Aconit protégeant depuis la Turquie les Kurdes vivant dans le nord de l’Irak. Le 7 avril débute l’opération Crécerelle menée en ex-Yougoslavie à laquelle l’escadron participe depuis la base italienne d'Istrana. Lorsque la 33e escadre de reconnaissance est dissoute à l’été 1993, l’escadron devient autonome ; le 31 juillet 1993, il est doté de deux nouvelles escadrilles (d’une part l’EALA 9/72 « Petit Prince » et, d’autre part, la BR 244 « Léopard ») et, héritant de nouvelles traditions, son insigne – une croix de Lorraine – est désormais chargé d’un Petit Prince, d’une hache (pour l’ancienne escadrille SAL 33) et d’un léopard (pour l’ancienne escadrille BR 244) en référence aux trois escadrilles qui le composent désormais. À la fermeture de la base aérienne 124 de Strasbourg-Entzheim, l’escadron rejoint en juin 1994 la base aérienne 112 de Reims, s'installant dans les locaux anciennement occupés par l'escadron de chasse 1/30 Valois.
Le 1er septembre 2010, quelques semaines après la dissolution de l'unité organisée sur la base aérienne 112 le 24 juin, de l'escadron de reconnaissance 1/33 Belfort (le 24 juin 2010), l'escadron d'expérimentation de drone 1/33 Adour (créé le 1er mars 1996 sous le nom d'équipe de marque drones 29/664) devient l'escadron de drones 1/33 Belfort. Il permet ainsi de perpétuer une tradition de reconnaissance, de surveillance et d'appui aux renseignements qui date du 2 octobre 1914.
Réceptionné en avril par la Direction générale de l’armement (DGA), le troisième drone MALE MQ-9 Reaper destiné à l’Armée de l’air est arrivé, le 7 mai 2015, sur la Base aérienne 101 Niamey, où il sera engagé par l’escadron de drones 1/33 Belfort dans l’opération Barkhane.

## Escadrilles
Trois escadrilles composaient l’escadron de reconnaissance 01.033 « Belfort » : l’escadrille SAL 33 « Hache d'A. Bordage » (première escadrille), l’escadrille EALA 9/72 « Petit Prince » (deuxième escadrille) et l’escadrille BR 244 « Léopard » (troisième escadrille).
À la suite de sa renaissance en tant qu'Escadron de Drones 1/33 « Belfort », l'unité n'est plus composée que de 2 escadrilles. : l'escadrille SAL 33 « Hache d'A. Bordage » et la VR 291 « Lynx ».
Le 11 avril 2017, une cérémonie de reprise de traditions de la BR 218 "Fanion blanc à trois bandes horizontales rouges" par la troisième escadrille de l’Escadron de drones 1/33 « Belfort » s’est déroulée sur la base aérienne 709 « Commandant Raoul Ménard » de Cognac-Châteaubernard.

## Fanion
Le fanion de l’escadron de reconnaissance 1/33 « Belfort », rectangulaire et monté sur hampe, a été homologué sous le n° A-388. Il est orné d’une fourragère aux couleurs du ruban de la croix de guerre 1914-1918 avec, au-dessus du ferret, une olive aux couleurs du ruban de la croix de guerre 1914-1918 et, au-dessus de celle-ci, une seconde olive aux couleurs du ruban de la croix de guerre 1939-1945.
L’avers du fanion reproduit l’insigne de l’escadron (homologué le 20 octobre 1993 sous le numéro A-1246). Son revers comporte les inscriptions suivantes : Yser, Verdun, Aisne, Somme, Champagne, Allemagne, France 39-40, Tunisie, Italie, Sardaigne, Corse, France, Koweït, ex-Yougoslavie, Kosovo.
Trois décorations sont épinglées sur le fanion de l’escadron. Pour la Grande Guerre : la croix de guerre 1914-1918 avec deux palmes de bronze et une étoile de vermeil (l’escadron, héritier des traditions de l’escadrille SAL 33 de la Première Guerre mondiale, est en effet autorisé à porter sur son fanion les décorations attribuées à cette escadrille pendant la Grande Guerre). Pour la Seconde Guerre mondiale : la croix de guerre 1939-1945 avec deux palmes de bronze. En janvier 2000, l’escadron s’est vu attribuer la croix de guerre des théâtres d’opérations extérieurs avec étoile d’argent pour les opérations effectuées en République fédérale de Yougoslavie.
Par la décision no 905 du 2 juillet 1945, le général de Gaulle, président du Gouvernement provisoire de la République française et chef des armées, a cité à l'ordre de l’armée aérienne le groupe de reconnaissance 1/33 « Belfort » : « Très belle unité de reconnaissance stratégique qui sous les ordres du Commandant Gavoille, a été engagée sur P-38 depuis juillet 1943. Depuis le 1er mars 1944, a exécuté 350 missions de reconnaissance photographique à très grande distance sur monoplace non armé et non accompagné. De ses bases successives d'Italie, de Sardaigne et de Corse, a exécuté la couverture photographique complète et répétée d'environ 100 000 kilomètres carrés de territoires lointains occupés par l'ennemi. Au cours de missions difficiles et périlleuses effectuées en vol rasant le long des côtes de Languedoc et de Provence a obtenu des renseignements de la plus haute importance pour la préparation du débarquement allié du 15 août 1944. Basée ensuite sur le territoire de la Métropole, a effectué un grand nombre de reconnaissances photographiques qui ont fourni des renseignements précieux à la VIIe Armée américaine puis à la 1re Armée française au cours de l'avance alliée qui a libéré le sud puis l'est de la France. Très belle unité de combat, dont les pilotes ont toujours fait preuve d'un allant remarquable, en même temps que des plus sûres qualités professionnelles. »

## Insigne
La définition héraldique de l’insigne de l’escadron de reconnaissance 01.033 « Belfort », homologué le 20 octobre 1993 sous le numéro A-1246, est la suivante : « Croix de Lorraine d’azur à la filière d’or, chargée en chef d’un Petit Prince de Saint-Exupéry, en cœur d’une hache de gueules, en pointe d’un léopard du même ».
La croix de Lorraine rappelle l’ancienne appartenance de l’escadron à la 33e escadre de reconnaissance. L’insigne d’escadron est chargé des trois insignes d’escadrille qui composent l’escadron : la hache d’abordage de l’escadrille SAL 33 pour la première escadrille, le Petit Prince d’Antoine de Saint-Exupéry de l’escadrille EALA 9/72 pour la deuxième escadrille et le léopard de l’escadrille BR 244 pour la troisième escadrille.
Pour tenir compte de la réorganisation des escadrilles, un nouvel insigne de l'escadron est homologué par le Service historique de la Défense le 1er avril 2017 sous la référence A 1480.

## Bases de stationnement
Le « Belfort » a successivement été stationné sur les bases aériennes suivantes :
- sur la base aérienne 139 de Lahr-Hugsweier en République fédérale d’Allemagne de 1957 à 1959 ;
- sur la base aérienne 124 de Strasbourg-Entzheim de 1959 à 1961 ;
- sur la base aérienne 116 de Luxeuil de 1961 à  1967 ;
- sur la base aérienne 124 de Strasbourg-Entzheim de 1967 à 1994 ;
- sur la base aérienne 112 de Reims de 1994 à 2010 ;
- sur la base aérienne 709 Cognac-Châteaubernard depuis 2010.

## Appareils

### Actifs
- General Atomics MQ-9 Reaper 12 appareils 2013-

### Anciens

#### Reconnaissance
- P-38 Lightning : 1945-1952
- MD.315 Flamant : 1950-1952
- F-84G Thunderjet : 1952-1956
- RF-84 Thunderflash : 1955-1966
- Mirage IIIR : 1967-1985
- Mirage F1CR : 1985-2010

#### Drones
- IAI RQ-5 Hunter : 1996-2004
- EADS Harfang : 2009-2018